# Will Ryan (voile)
Pour les articles homonymes, voir William Ryan et Ryan.
Will Ryan est un skipper australien né le 23 décembre 1988. Il a remporté avec Mathew Belcher la médaille d'argent du 470 masculin aux Jeux olympiques d'été de 2016 à Rio de Janeiro ainsi que la médaille d'or du 470 masculin aux Jeux olympiques d'été de 2020 à Tokyo.